# جزيرة ثورستن
جزيرة ثورستون هي جزيرة مغطاة بالجليد 215 كم طولا و 90 كم عرضا بمساحة 15,700 كيلومتر مربع متضلة بممر صغير بأرض ألسويرث في أنتاركتيكا.الجزيرة هي ثالث أكبر جزيرة في أنتاركتيكا بعد جزيرة ألكسندر وجزيرة بيركنر. يفصل عمق الطاووس الجزيرة عن البر الرئيسي، التي يحتلها الجزء الغربي من الجرف الجليدي الاباتي.
تم اكتشاف الجزيرة من الجو بواسطة الاميرال بيرد في 27 فبراير، 1940، التي سميت باسم ووكر هاريس ثورستون، صانع المنسوجات المصنعة بنيويورك، المصمم لwindproof «ثوب بيرد» والراعي للبعثات بأنتاركتيكا.
رسمت في الأصل باعتبارها شبه جزيرة ولم يكن معترف بها كجزيرة حتى 1960.